# Cratere Ts'ai Wen-Chi
Ts'ai Wen-Chi  è un cratere sulla superficie di Mercurio.